# Triso dermopterus
Triso dermopterus е вид бодлоперка от семейство Serranidae. Видът не е застрашен от изчезване.

## Разпространение и местообитание
Разпространен е в Австралия, Китай, Провинции в КНР, Северна Корея, Тайван, Южна Корея и Япония.
Обитава крайбрежията и пясъчните дъна на морета в райони със субтропичен климат. Среща се на дълбочина от 22 до 103 m.

## Описание
На дължина достигат до 68 cm.